# 2879 Shimizu
A 2879 Shimizu (ideiglenes jelöléssel 1932 CB1) a Naprendszer kisbolygóövében található aszteroida. Karl Wilhelm Reinmuth fedezte fel 1932. február 14-én.